# Good Looking Guys
Good Looking Guys（グッド・ルッキング・ガイズ）は、日本のプロレス団体・プロレスリング・ノアのユニットである。略称はG.L.G.（ジー・エル・ジー）。2023年1月1日より始動。2024年7月13日解散。

## 略歴
2023年
- 1月1日の日本武道館大会でのジャック・モリス vs ティモシー・サッチャーの試合後、全日本プロレスを退団しフリーとなっていたジェイク・リーが登場し、サッチャーに勝利したばかりのモリスと握手を交しノア参戦をアピールした。
- 1月8日、後楽園ホール大会でジェイクが稲村愛輝と一騎討ちを行い、勝利。ノア初戦を勝利で飾った。
- 1月19日、軍団名「Good Looking Guys（通称：GLG）」を発表し、アンソニー・グリーンが加入した。
- 2月12日、大阪府立体育会館大会にてモリスが清宮海斗の持つGHCヘビー級王座に挑戦するも、敗れた。
- 3月19日、横浜武道館大会にてYO-HEYとタダスケが加入。更にジェイクが清宮からGHCヘビー級王座を奪取した[1]。

2024年
- 4月23日、新日本プロレス後楽園ホール大会にて行われたドリラ・モロニーと内藤哲也のシングルマッチにジェイクが乱入し、内藤を襲撃しモロニーの勝利をアシスト。以降、G.L.GとBULLET CLUB WAR DOGS（以下、WAR DOGS）は共闘関係となる。
- 6月16日、前日の「ALL TOGETHER」で内藤哲也とのシングルマッチに敗れたジェイクが、7月13日の両国国技館大会でのG.L.G.解散を宣言した[2]。
- 7月13日、両国国技館大会でのGLG Finalの試合後に外道が登場し、ジェイクをWAR DOGSへ勧誘。ジェイクもそれに応じ、ジャック・モリスに襲撃されるもチョークスラムで返り討ちにし、「Good Bye NOAH」とプロレスリング・ノアへ別れを告げるように会場を去った[3]。

## メンバー
- ジェイク・リー - リーダー。2023年1月1日〜2024年7月13日
- ジャック・モリス - 2023年1月1日〜2024年7月13日
- アンソニー・グリーン - 2023年1月19日〜2024年7月13日
- タダスケ - 2023年3月19日〜2024年7月13日
- YO-HEY - 2023年3月19日〜2024年7月13日
- LJ・クリアリー - 2023年10月9日～2024年7月13日

## タイトル歴
GHCヘビー級王座
- ジェイク・リー：1回（第42代）

GHCナショナル王座
- ジャック・モリス：1回（第10代）

GHCタッグ王座
- ジャック・モリス& アンソニー・グリーン：1回（第66代）

GHCジュニアヘビー級タッグ王座
- YO-HEY&タダスケ：2回（第56代、第59代）